# Rallye Aïcha des Gazelles
Pour les articles homonymes, voir Aïcha (homonymie).

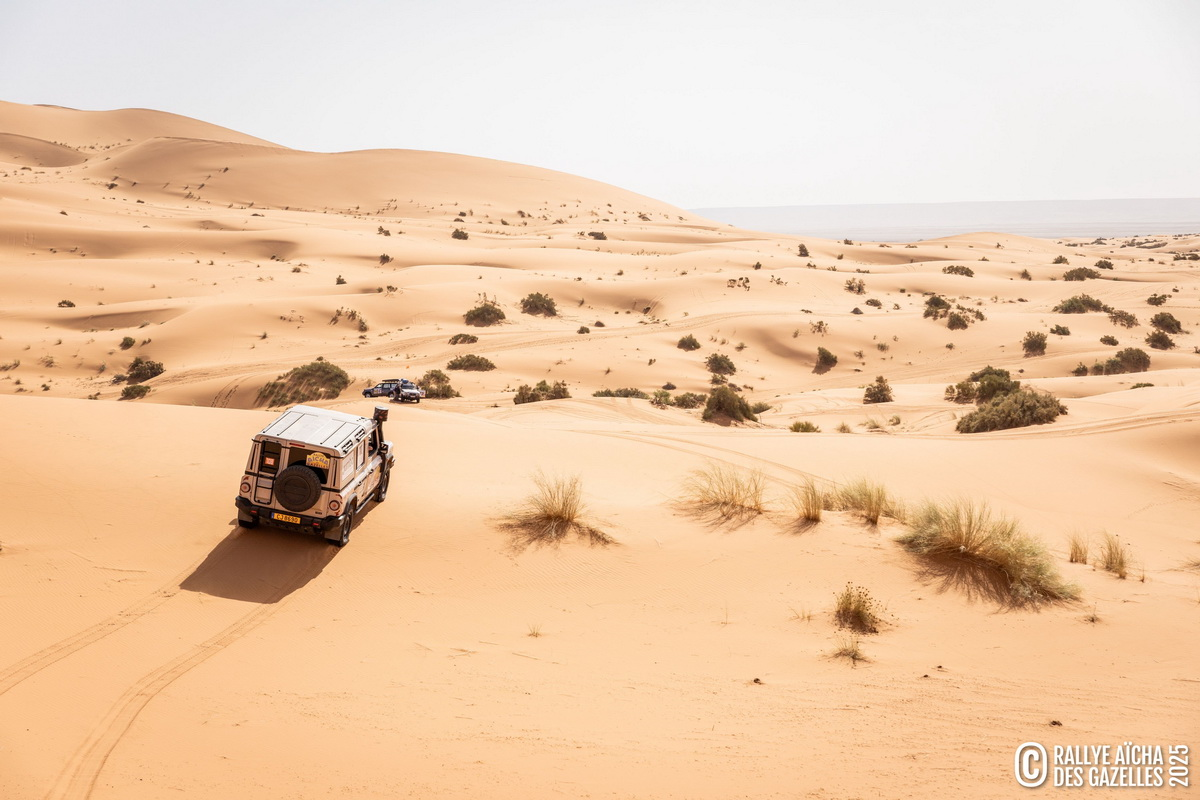
4x4 dans les dunes de Merzouga - Maroc

Le Rallye Aïcha des Gazelles est un rallye-raid exclusivement féminin, entièrement hors-piste, créé en 1990 par l'organisateur Maïenga Sports Events.

## Concept
Les participantes, appelées Gazelles, prennent part à l’épreuve à bord de différents types de véhicules selon les catégories : 4×4, camions, quads, SSV, crossovers, véhicules électriques ou hybrides. Le Rallye Aïcha des Gazelles est une compétition d’orientation, sans notion de vitesse.
Les équipages doivent pointer chaque jour un maximum de balises dans un ordre défini, en parcourant la distance la plus courte possible. Pour cela, ils n’utilisent que des outils de navigation traditionnels : une carte topographique, une boussole, une règle et des coordonnées géographiques.
Le classement est établi en fonction du nombre de kilomètres parcourus, et non du temps réalisé.
Le tarif d’inscription au rallye s’élève à environ 15 000 euros et le budget d’un équipage est de l’ordre de 35 000 euros.

## Histoire
Le rallye est créé en 1990, sous le nom « Trophée des Gazelles » par Dominique Serra alors Directrice Générale de l'agence Maïenga Sports Events. Il prend la forme d’une compétition inter-entreprises féminine et non-mixte dans laquelle s’engagent 9 équipages et 27 participantes. 
En 2010, le rallye est certifié ISO 14001 qui lui donne un cadre pour la maîtrise de ses impacts environnementaux. 

## Palmarès
Les victoires par catégorie sont données dans les tableaux suivants.
| Édition | Année | N° d'équipage | Pilote                     | Copilote                        | Véhicule         | Pénalités | Pays       | Nbre équipes |
| ------- | ----- | ------------- | -------------------------- | ------------------------------- | ---------------- | --------- | ---------- | ------------ |
| 1re     | 1990  | 3             | Dominique Blesy            | Christine Nicot / Myriam Martin | Lada             |           | Maroc      | 9            |
| 2e      | 1991  |               | Isabelle Titeux            | Nathalie Ranc / Sylvie Coumet   | Lada             |           | Maroc      | 15           |
| 3e      | 1992  |               | Miriem Chaqroun            | Fatime Charouate / Nawal Saloui | Lada             |           | Maroc      | 17           |
| 4e      | 1993  |               | Roselyne Chartrez          | Yvelines Desguines              | Ford Maverick    |           | Maroc      | 20           |
| 5e      | 1994  |               | Patricia Colaro            | Nathalie Golenko                | Ford Maverick    |           | Mauritanie | 14           |
| 6e      | 1996  | 18            | Marie-Odile Samson         | Christiane Andry                | Ford Maverick    | 534       | Mauritanie | 16           |
| 7e      | 1997  | 1             | Marie-Odile Samson         | Christiane Andry                |                  | 194       | Mauritanie | 19           |
| 8e      | 1998  | 50            | Priscille De Belloy        | Carine Duret                    | Hyundai          | 99        | Maroc      | 51           |
| 9e      | 1999  | 39            | Clara Moreno de borbon     | Patricia Molina                 | Land Rover       | 280       | Maroc      | 39           |
| 10e     | 2000  | 44            | Laurence Canarezza         | Magali Le Herisse               | Toyota 95        | 474       | Maroc      | 47           |
| 11e     | 2001  | 18            | Anne-Chantal Pauwels       | Emmanuelle Gouilly              | Toyota           | 229,87    | Maroc      | 48           |
| 12e     | 2002  | 33            | Louise Bergeron            | Claudine Douville               | Mitsubishi       | 127,08    | Maroc      | 47           |
| 13e     | 2003  | 106           | Christine Girka            | Isabel Beaumont                 | Mitsubishi       | 403,99    | Maroc      | 64           |
| 14e     | 2004  |               | Françoise Giraudon         | Florence Baudelin               | Toyota           |           | Maroc      | 60           |
| 15e     | 2005  | 103           | Annie Lapointe             | Brigitte Saucier                | Mitsubishi       | 983,50    | Maroc      | 82           |
| 16e     | 2006  | 138           | Florence Bourgnon-Migraine | Corentine Quiniou               | Toyota           |           | Maroc      | 65           |
| 17e     | 2007  | 138           | Florence Bourgnon-Migraine | Corentine Quiniou               | Toyota           |           | Maroc      | 68           |
| 18e     | 2008  | 105           | Catherine Houlès           | Armelle Médard                  | Toyota           | 168,17    | Maroc      | 85           |
| 19e     | 2009  | 138           | Florence Bourgnon-Migraine | Corentine Quiniou               | Toyota           | 115,51    | Maroc      | 106          |
| 20e     | 2010  | 125           | Claudine Amat              | Christine Laloue                | Land Rover       | 216,94    | Maroc      | 98           |
| 21e     | 2011  | 124           | Carole Montillet           | Syndiely Wade                   | Nissan           | 136,72    | Maroc      | 94           |
| 22e     | 2012  | 187           | Carole Montillet           | Julie Verdaguet                 | Proto buggy      | 122,39    | Maroc      | 129          |
| 23e     | 2013  | 188           | Syndiely Wade              | Florence Pham                   | Isuzu            | 122,13    | Maroc      | 127          |
| 24e     | 2014  | 161           | Jeanette James             | Anne-Marie Borg                 | Volkswagen       | 59,24     | Maroc      | 137          |
| 25e     | 2015  | 221           | Karima Laaroussi Mouhyi    | Florence Déramond               | Toyota           | 76,60     | Maroc      | 125          |
| 26e     | 2016  | 179           | Régine Zbinden             | Ela Steiner                     | Jeep             | 79,91     | Maroc      | 136          |
| 27e     | 2017  | 213           | Régine Zbinden             | Lydia Christen                  | Jeep             | 98,67     | Maroc      | 138          |
| 28e     | 2018  | 238           | Charlotte Zucconi          | Hélène Grand'eury               | Toyota HDJ 80    | 73,98     | Maroc      | 147          |
| 29e     | 2019  | 200           | Jeanette James             | Murielle Tarrazi                | Jeep Wrangler    | 65,06     | Maroc      | 126          |
| 30e     | 2021  | 216           | Régine Zbinden             | Tania Lio                       | Jeep Wrangler    | 58,67     | Maroc      | 158          |
| 31e     | 2022  | 153           | Karima Laaroussi Mouhyi    | Anne-Marie Borg                 | Jeep Wrangler    | 72,74     | Maroc      | 153          |
| 32e     | 2023  | 257           | Jawhara Bennani            | Dounia Bennani                  | Peugeot Landtrek | 49,49     | Maroc      | 159          |
| 33e     | 2024  | 160           | Jawhara Bennani            | Siham Souiba                    | Toyota Hilux     | 47,54     | Maroc      | 169          |
| 34e     | 2025  | 242           | Carine Randin              | Mélanie Grognuz                 | Jeep Wrangler    | 29,72     | Maroc      | 152          |

| Édition | Année | N° d'équipage | Pilote 1          | Pilote 2              | Véhicule                  | Pénalités | Pays  | Nbre équipes |
| ------- | ----- | ------------- | ----------------- | --------------------- | ------------------------- | --------- | ----- | ------------ |
| 13e     | 2003  | 21            | France Gimenez    | Patricia Poncet       | Yamaha                    | 291,22    | Maroc | 5            |
| 14e     | 2004  | 23            | Carole Montillet  | Mélanie Suchet        | Polaris                   |           | Maroc | 4            |
| 15e     | 2005  | 23            | Carole Montillet  | Mélanie Suchet        | Polaris                   | 354,29    | Maroc | 5            |
| 16e     | 2006  |               | Betty Kraft       | Cendrine Abrial       | Polaris                   |           | Maroc | 4            |
| 17e     | 2007  | 21            | Isabelle Castel   | Betty Kraft           | Polaris                   |           | Maroc | 3            |
| 18e     | 2008  | 21            | Isabelle Castel   | Betty Kraft           | Polaris                   | 323,26    | Maroc | 5            |
| 19e     | 2009  | 24            | Isabelle Castel   | Betty Kraft           | Polaris Sportsman 500     | 181,04    | Maroc | 5            |
| 20e     | 2010  | 23            | Betty Kraft       | Anne Moisand          | Polaris Sportsman 850 XPS | 180,42    | Maroc | 4            |
| 21e     | 2011  | 22            | Betty Kraft       | Caroline Couet-Lannes | Polaris Sportsman 850 XPS | 203,62    | Maroc | 3            |
| 22e     | 2012  | 20            | Dorothée Langlois | France Cleves         | Polaris                   | 459,50    | Maroc | 7            |
| 23e     | 2013  | 22            | Betty Kraft       | Isabelle Charles      | Polaris Scrambler 850     | 115,22    | Maroc | 11           |
| 24e     | 2014  | 27            | Betty Kraft       | Sarah Maire           | Polaris Scrambler 850     | 53,15     | Maroc | 9            |
| 25e     | 2015  | 27            | Betty Kraft       | Sarah Maire           | Polaris Scrambler 1000    | 73,68     | Maroc | 12           |
| 26e     | 2016  | 27            | Betty Kraft       | Sonia Baudoin-Guérard | Polaris Scrambler 1000    | 49,62     | Maroc | 10           |
| 27e     | 2017  | 22            | Betty Kraft       | Sonia Baudoin-Guérard | Polaris Scrambler 1000    | 74,16     | Maroc | 5            |
| 28e     | 2018  | 22            | Betty Kraft       | Sonia Baudoin-Guérard | Polaris Scrambler 1000    | 56,42     | Maroc | 9            |
| 29e     | 2019  | 22            | Betty Kraft       | Sonia Baudoin-Guérard | Polaris Scrambler 1000    | 50,82     | Maroc | 13           |
| 30e     | 2021  | 39            | Betty Kraft       | Sonia Baudoin-Guérard | Polaris Sportsman 1000 Xp | 41,39     | Maroc | 16           |
| 31e     | 2022  | 39            | Betty Kraft       | Florie-Anne Pochon    | Polaris Sportsman 1000 Xp | 61,42     | Maroc | 16           |
| 32e     | 2023  | 39            | Betty Kraft       | Sonia Baudoin-Guérard | Polaris Sportsman 1000 Xp | 48,69     | Maroc | 13           |
| 33e     | 2024  | 39            | Betty Kraft       | Célia Mascart         | Polaris Sportsman 1000 Xp | 57,85     | Maroc | 14           |
| 34e     | 2025  | 39            | Betty Kraft       | Célia Mascart         | Polaris Sportsman 1000 S  | 23,13     | Maroc | 9            |

| Édition | Année | N° d'équipage | Pilote                | Copilote            | Véhicule                   | Pénalités | Pays  | Nbre équipes |
| ------- | ----- | ------------- | --------------------- | ------------------- | -------------------------- | --------- | ----- | ------------ |
| 13e     | 2003  | 201           | Elisabete Jacinto     | Sofia Carvalhosa    | Renault Kangoo             | 1 962,70  | Maroc | 3            |
| 14e     | 2004  | 205           | Géraldine Périllat    | Stéphanie Bouchet   | Landrover                  |           | Maroc | 6            |
| 15e     | 2005  | 205           | Valentina Albanese    | Gessica Valentini   | Kia Motors                 | 921,06    | Maroc | 6            |
| 16e     | 2006  | 301           | Delphine Frenneaux    | Alexandra Hetz      | Renault Kangoo             | 613,07    | Maroc | 7            |
| 17e     | 2007  | 301           | Sylvie Chatrenet      | Sophie Martinez     | Renault Kangoo             | 291,1     | Maroc | 8            |
| 18e     | 2008  | 303           | Laurence Groell       | Alice Tachet        | Renault Kangoo             | 2 160,95  | Maroc | 6            |
| 19e     | 2009  | 307           | Jeanette James        | Anne-Marie Ortola   | Mercedes-Benz Viano        | 1 143,46  | Maroc | 8            |
| 20e     | 2010  | 315           | Isabelle Charles      | Dounia Bennani      | Dacia Duster               | 1 563,04  | Maroc | 8            |
| 21e     | 2011  | 319           | Andrea Spielvogel     | Anneke Voss         | Mercedes-Benz Vito 4 Matic | 348,90    | Maroc | 13           |
| 22e     | 2012  | 310           | Sylvie Husson         | Sophie Goset        | Dacia Duster               | 389,85    | Maroc | 13           |
| 23e     | 2013  | 317           | Paulina Hachoud       | Anne-Sophie Cally   | Dacia Duster               | 264,12    | Maroc | 12           |
| 24e     | 2014  | 320           | Sabrina Trillmann     | Astrid Ebermann     | Mercedes-Benz Sprinter     | 155,54    | Maroc | 14           |
| 25e     | 2015  | 317           | Alyssa Roenigk        | Chrissie Beavis     | Mercedes-Benz Sprinter     | 128,57    | Maroc | 7            |
| 26e     | 2016  | 318           | Viola Hermann         | Vanessa Wagner      | Mercedes-Benz Vito         | 189,25    | Maroc | 6            |
| 27e     | 2017  | 312           | Daphnée Stalport      | Marjorie Demonceaux | Dacia Duster               | 1 812,96  | Maroc | 4            |
| 28e     | 2018  | 312           | Laetitia Giraud       | Sarah Sourbier      | Dacia Duster               | 1 073,33  | Maroc | 4            |
| 29e     | 2019  | 312           | Frédérique Robyr      | Malika Schmalz      | Dacia Duster               | 316,94    | Maroc | 8            |
| 30e     | 2021  | 306           | Hajar El Bied         | Malika Ajaha        | Dacia Duster               | 146,53    | Maroc | 9            |
| 31e     | 2022  | 310           | Hajar El Bied         | Malika Ajaha        | Dacia Duster               | 118,63    | Maroc | 8            |
| 32e     | 2023  | 305           | Sabrina Roger Malrieu | Céline Arbus        | Dacia Duster               | 158,11    | Maroc | 8            |
| 33e     | 2024  | 306           | Sabine Callot         | Marie-Pierre Moyne  | Dacia Duster               | 154,58    | Maroc | 6            |
| 34e     | 2025  | 306           | Sabine Callot         | Béatrice Chateau    | Dacia Duster               | 483,91    | Maroc | 5            |

| Édition | Année | N° d'équipage | Pilote           | Copilote          | Véhicule      | Pénalités | Pays  | Nbre équipes |
| ------- | ----- | ------------- | ---------------- | ----------------- | ------------- | --------- | ----- | ------------ |
| 25e     | 2015  | 407           | Carole Montillet | Valérie Dot       | Toyota        | 97,32     | Maroc | 14           |
| 26e     | 2016  | 407           | Carole Montillet | Sylvie Freches    | Toyota        | 74,96     | Maroc | 11           |
| 27e     | 2017  | 403           | Jeanette James   | Anne-Marie Ortola | Jeep Wrangler | 109,98    | Maroc | 11           |

| Édition | Année | N° d'équipage | Pilote                    | Copilote                | Véhicule           | Pénalités | Pays  | Nbre équipes |
| ------- | ----- | ------------- | ------------------------- | ----------------------- | ------------------ | --------- | ----- | ------------ |
| 28e     | 2018  | 503           | Natacha Bordry            | Clothilde Hamion        | Bolloré Bluesummer | 168,31    | Maroc | 5            |
| 29e     | 2019  | 510           | Stéphanie Guerry          | Carine Poisson          | Renault Zoé        | 43,70     | Maroc | 8            |
| 30e     | 2021  | 500           | Manal Faxelle-Abouhamda   | Karolyn Favreau         | Renault Zoé        | 91,5      | Maroc | 9            |
| 31e     | 2022  | 505           | Angélique Gorce           | Cindy Pilandon          | Renault Zoé        | 697,67    | Maroc | 5            |
| 32e     | 2023  | 502           | Nathalie Gaudillot        | Caroline Veltz          | Renault Zoé        | 411,91    | Maroc | 4            |
| 33e     | 2024  | 500           | Karine Argemi             | Anne-Pierre Timon-David | Renault Kangoo     | 876,64    | Maroc | 3            |
| 34e     | 2025  | 600           | Barbara Bachmann Commerot | Valentine Simon Robinot | E-cross            | 477,69    | Maroc | 5            |

| Édition | Année | N° d'équipage | Pilote                  | Copilote        | Véhicule      | Pénalités | Pays  | Nbre équipes |
| ------- | ----- | ------------- | ----------------------- | --------------- | ------------- | --------- | ----- | ------------ |
| 29e     | 2019  | 601           | Charlène Lestienne      | Barbara Barbier | Proto E-buggy | 1 335,24  | Maroc | 2            |
| 30e     | 2021  | 600           | Marie Belingard         | Agnès Mossina   | E-Cross       | 334,03    | Maroc | 3            |
| 31e     | 2022  | 601           | Elisabeth Sevin         | Lydie Blaise    | Proto E-buggy | 355,72    | Maroc | 3            |
| 32e     | 2023  | 602           | Julie Bidault           | Manon Boyé      | Proto E-Cross | 66,09     | Maroc | 4            |
| 33e     | 2024  | 603           | Manal Faxelle-Abouhamda | Armelle Médard  | Volvo XC40    | 71,90     | Maroc | 6            |